# Joannes Jansen (beul)
Joannes Jansen (Steenderen (buurtschap Covik), 23 juni 1794 – Groningen, 8 maart 1852) was een Nederlandse scherprechter. Hij was de laatste scherprechter van Groningen.
Voordat Joannes in 1821 aangesteld werd als scherprechter in Groningen, was hij vanaf 1811 assistent-scherprechter te Amsterdam. Ook was hij als scherprechter werkzaam in Drenthe. In 1838 verrichtte hij met de executie van Okke Kluin de laatste terechtstelling in Groningen. Joannes bleef tot 1851 in functie en overleed een jaar later. Zijn broer Dirk was de laatste en vanaf 1855 enige scherprechter van Nederland.

## Bekende executies
- Jan Quint
- Okke Geerts Kluin